# Schmidt István (labdarúgó)
Schmidt István (1958. október 12. – 2005. augusztus 11.) labdarúgó, csatár.

## Pályafutása
1977 nyarán az ÉGSZÖV MEDOSZ-ból igazolt Tatabányára. A Tatabányai Bányász csapatában mutatkozott az élvonalban 1977. október 22-én a Rába ETO ellen, ahol 1–1-es döntetlen született. 1977 és 1989 között 290 bajnoki mérkőzésen szerepelt tatabányai színekben és 51 gólt szerzett. Két-két alkalommal bajnoki ezüst- és bronzérmes a csapattal.
Az 1989–90-es idényben a Vasas, 1990 őszén a Veszprém csapatában szerepelt. Utolsó mérkőzésen az Újpesti Dózsától 1–0-ra kapott ki csapata.
Edzőként az NB III-as Nagyigmánd csapatánál dolgozott. Néhány mérkőzésen hátvédként pályára is lépett. Haláláig a Tatabányai Alapítványi SK utánpótlás edzője volt.
2010 augusztusában Nagyigmándon labdarúgótornával emlékeztek rá.

## Sikerei, díjai
- Magyar bajnokság
  - 2.: 1980–81, 1987–88
  - 3.: 1981–82, 1986–87
- Magyar kupa (MNK)
  - döntős: 1985